# 短吻小鰾鮈
短吻小鰾鮈（学名：Microphysogobio brevirostris），俗名車栓仔、短吻棒花魚、短吻鐮柄魚，为輻鰭魚綱鯉形目鲤科的其中一種。

## 分布
本魚僅分布于台湾北部及西部的河川，為特有種。该物种的模式产地在台湾。

## 深度
水深1至5公尺。

## 特徵
本魚體延長，略呈圓柱形，頭小，吻鈍短；口小下位，具一對短鬚，魚體呈黃褐色，背部青黑色，腹部灰白色，體側中央具一條黑色縱帶；鱗片大。尾鰭凹形，體長可達9公分。

## 生態
本魚為初級淡水魚，棲息在礫石底質的河川中下游，性情羞怯，屬雜食性，平貼於河底，邊啃食附著藻類邊溯河而上。

## 經濟利用
可食用，適合油炸，另可做為觀賞魚。